# Merodon clavipes
Merodon clavipes är en tvåvingeart som först beskrevs av Fabricius 1781.  Merodon clavipes ingår i släktet narcissblomflugor, och familjen blomflugor.
Artens utbredningsområde är Italien. Inga underarter finns listade i Catalogue of Life.

## Bildgalleri

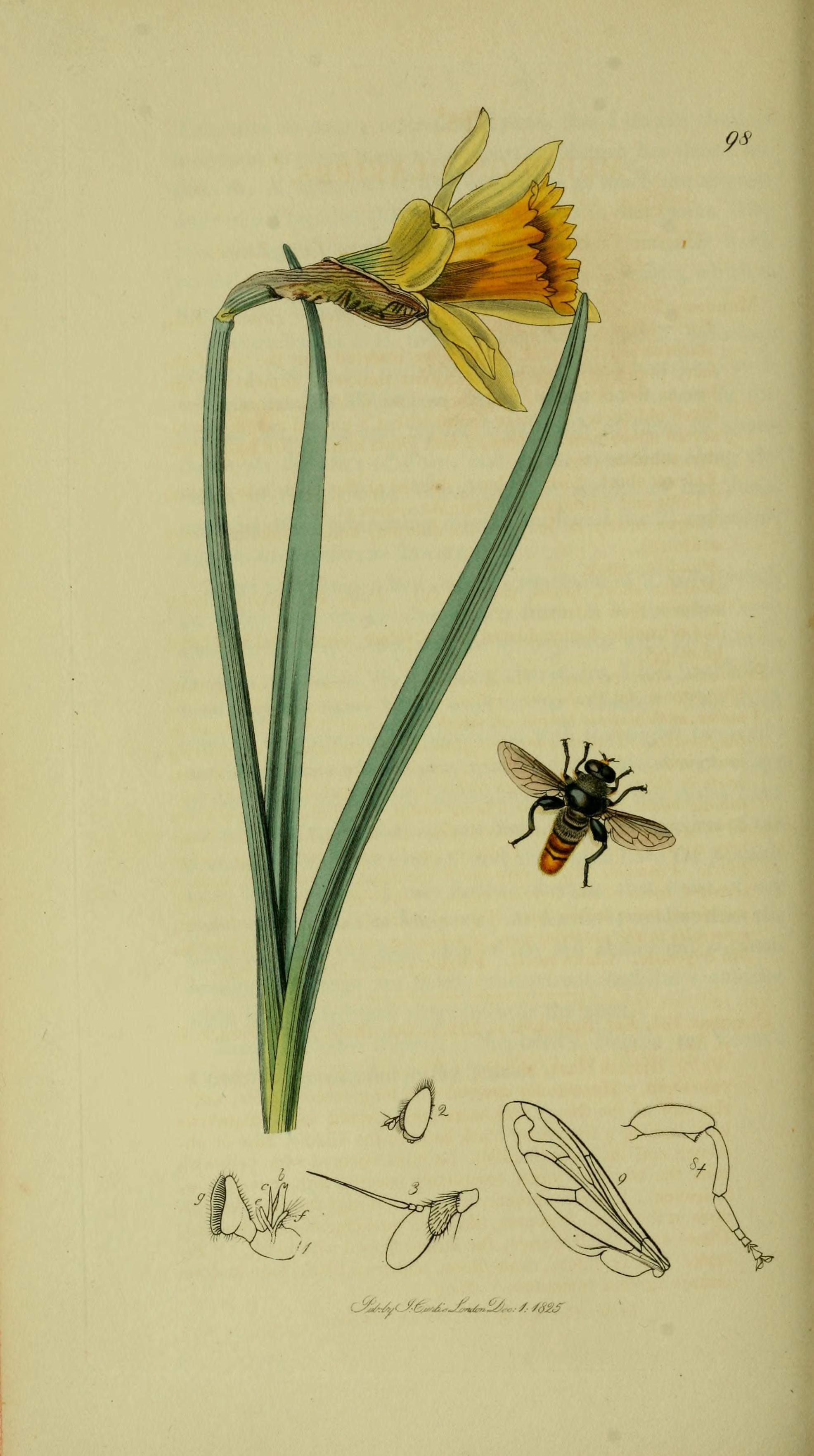